# Frank Smit
Frantisek Schmitt mais conhecido por "Frank Smit", foi um talentoso violinista nascido em Dvur Kralové (na atual República Checa) em 1892. Aos cinco anos de idade iniciou suas primeiras lições de violino e revelou seu talento para a música. Formou-se no Conservatório de Praga em 1912 e posteriormente estudou com o afamado professor de violino Ottakar Sevcik no Conservatório de Viena.
Durante a Primeira Guerra Mundial foi preso pelo inimigo Russo e deportado para Sibéria. Na prisão siberiana foi reconhecido por um general russo que o liberou para apresentações nas cidades russas. Devido seu sucesso, foi convidado para ser o professor catedrático do Conservatório Musical da cidade de Kharkov (Kharkiv National Kotlyarevsky University of Arts), Ucrânia. Nesta cidade conheceu Tatiana Kharin, nobre que viria ser sua esposa. Em 1918 com a revolução bolchevique fugiram para o oriente onde fez sucesso no Japão, na República da China e Indonésia com seu sonoro violino “Guarnerius”. Em 1920 nasceu seu único filho, Jaroslav Smit na ilha de Java.
Em 1923 voltou para a Europa e se estabeleceu na Alemanha, participando de apresentações na rádio de Berlim e nas capitais europeias. Em 1925, devido à crescente onda nazista, fugiu da Alemanha e foi morar com o sogro na cidade de Topola, na Sérvia.
Em 1926 veio ao Brasil a convite do Presidente Washington Luís, para ser o primeiro violino do recém-formado “Quarteto Brasil”. Este quarteto tinha como finalidade divulgar a música clássica aos brasileiros. A “Associação Quarteto Brasil”, o projeto “Instrução Artística do Brasil” e posteriormente a “Sociedade de Cultura Artística”, garantiram 3 décadas de apresentações não só no Teatro Municipal de São Paulo, como em muitas cidades do interior paulista e outras cidades e capitais do Brasil. Muitos foram os sócios do projeto "Instrução Artística do Brasil" que financiaram esses momentos enriquecedores aos Brasileiros. Entre eles: Sociedade Harmonia de Tênis, Tênis Clube Paulista, São Paulo Tênis Clube, Clube das Perdizes, Clube Português, Sociedade Italiana de Cultura Musa Italiche, Associação dos Funcionários dos Bancos, Centro Horácio Lane, Conservatório Dramático e Musical, Colégio Dante Alighieri, Escola Normal Feminina, Externato São José, Externato Pacheco Jordão, Liceu Pan-Americano, Ginásio do Estado, Ginásio Osvaldo Cruz, Ginásio Anglo-Brasileiro, Ginásio Anglo-Latino, Colégio Stafford, São Paulo Graded School e Instituto Presbiteriano Mackenzie. 

## Apresentações do Quarteto Brasil

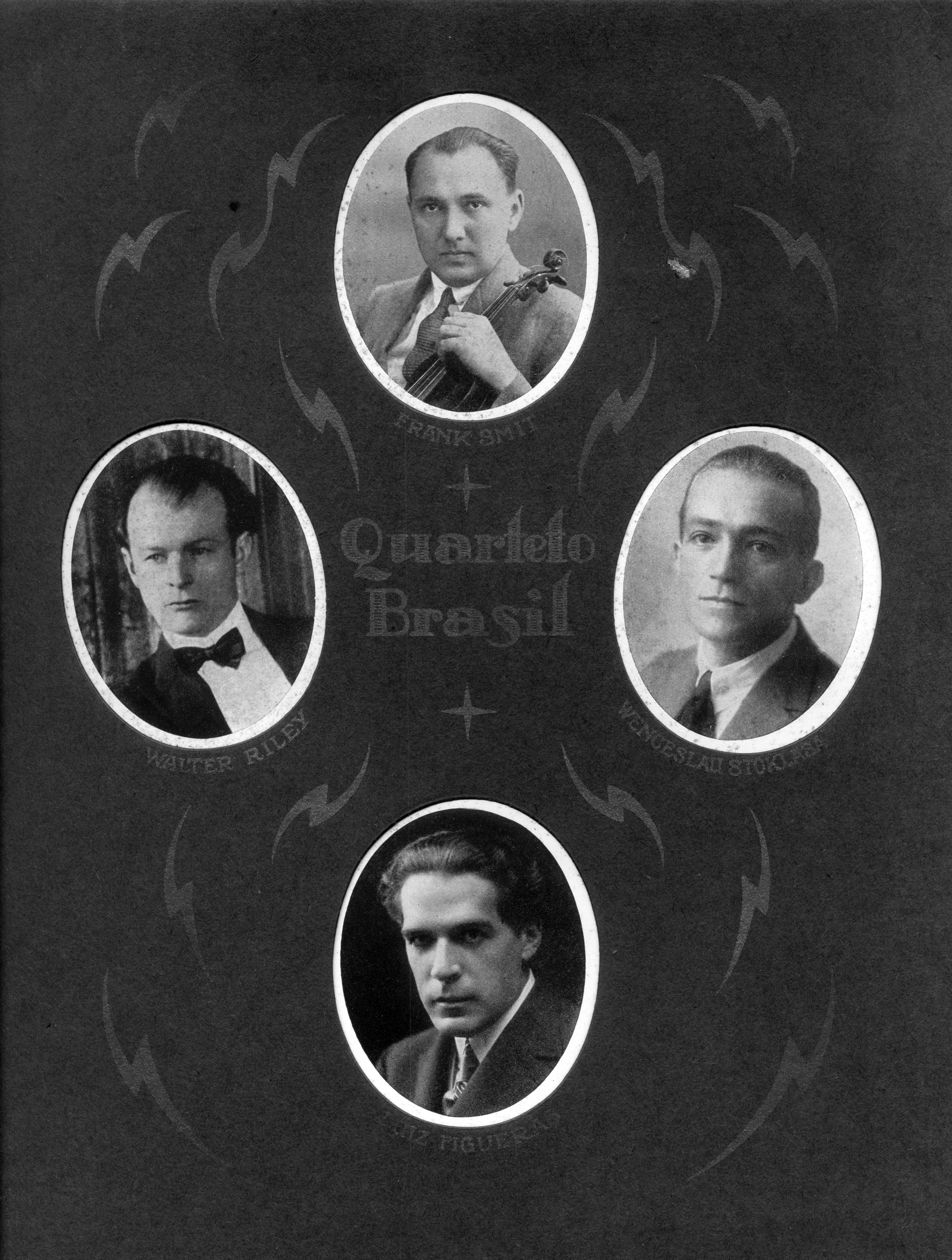
Retrato do quarteto de cordas que atuou no Brasil entre 1927 e 1945.

Foram muitas as cidades que se inscreveram no projeto para receber os artistas do “Quarteto Brasil”. Em algumas delas, os jornais locais registraram as apresentações.
Por ordem de inscrição foram: Jaboticabal, Araraquara, Amparo, Rio Claro, Santos (10 de dezembro de 1928; 28 de janeiro de 1927), Campinas (“Diário do Povo”, em 5 de julho de 1927), São João da Boa Vista, Jaú, Matão, Guaratinguetá, São Simão, Caçapava, Bauru, São Manoel, Uberaba, Cruzeiro, Taquaritinga, Ribeirão Preto (27 de abril de 1945), Rezende, Vitória, Botucatu, Batatais, Barreto, Rio Preto (“Notícia de Rio Preto”, em 26 de abril de 1945), Piracicaba (“Jornal e Gazeta de Piracicaba”, em 15/03/ 1927 e 24 de maio de 1927), Catanduva (“A Cidade de Catanduva”, em 25 de abril de 1945), São José do Rio Pardo, Pirajuí, Lambari (26 de março de 1932), Capivari (16 de outubro de 1945), Olímpia (6 de agosto de 1929 e 28 de abril de 1945), Itu (“A Federação”, em 18 de fevereiro de 1928 e “A Cidade de Itu”, em 05 e 19 de fevereiro de 1928), Bebedouro, Taubaté, Franca (“Jornal AEC“,em 26 de abril de 1934), Poços de Caldas, Cariobas, Juiz de Fora (“Correio de Minas” e “Jornal do Comércio”, em 14 de julho de 1927; “Diário Mercantil”, em 15 e 17 de agosto de 1929), Porto Alegre (“Diário de Notícia”, em 29 e 30 de novembro de 1927; “Correio do Povo”, em 29 de novembro de 1927 e 01 e 3 de dezembro de 1927; “A Federação”, em 30 de novembro de 1927 e 2,5 de dezembro de 1927), Pelotas, Rio de Janeiro (“O Globo”, em 15,23,25 e 27 de julho de 1927; “Jornal do Brasil”, em 24 de julho de 1927; “A Nação”, em 26 de maio de 1934; “Correio da Manhã”, em 27 de maio de 1934; “A Esquerda”, em 23 e 26 de julho de 1927; “Vanguarda”, em 23 de julho de 1927), Curitiba (“Diário da Tarde”, em 16 de março de 1928; “Gazeta do Povo”, em 17 de março de 1928), Florianópolis (“Folha Nova”, em 14 e15/12/1927; “República”, em 15 de dezembro de 1927), Limeira ( “O Limeirense” , em 22 de maio de 1927), Recife (1935), Manaus (“Folha da Noite”, em 11/1935), e São Paulo (“Estado de São Paulo”, em 28 de janeiro de 1927, 05 e 15 de fevereiro de 1927, 24 e 27 de março de 1927,17 e23/04/1927; 12, 18 e 27 de maio de 1927, 21,23 e 30 de julho de 1927; 04 e 24 de setembro de 1927; 19 de novembro de 1927; 03 e 6 de dezembro de 1927; 28 de janeiro de 1928; 21 de março de 1934; “Gazeta do Povo; “Folha da Manhã”; “Folha da Noite”; “Correio Paulistano”; “Correio da Manhã”; “Jornal do Comércio”; “Diário da Noite”; “Diário Popular”; “Diário Nacional” e “Gazeta de Notícia”. 
As apresentações foram registradas também nos jornais das colônias Alemã (“Deutsche Zeitung”, em 28 de janeiro de 1927, 5 de fevereiro de 1927, 28 de janeiro de 1928, 21 de março de 1934); Italiana (“Jornal Fanfulla”, em 28 de janeiro de 1927, 28/01, 25/02 e 28 de julho de 1928; Inglesa (“Anglo-Brazilin Chronicle”, em 1 de outubro de 1927).O sucesso deste dedicado trabalho foi constatado não só pelos críticos de arte da época em relatos nos jornais, mas também devido o aumento do número de estudantes nos conservatórios musicais do país, atingindo a finalidade pedagógica proposta.

## A Criação da Rádio Cultura
Em 1934, a família Fontoura iniciou a transmissão da Rádio Cultura de São Paulo e querendo promover uma programação com boa música, convidou Frank Smit para ser o primeiro diretor artístico da rádio. Além da programação voltada para cultura, formou uma orquestra na rádio, que ele mesmo dirigia e cujas apresentações eram ao vivo por não existir na época, sistema de gravação. A Rádio Cultura PRE-4 iniciou suas atividades tendo como Presidente - Olavo de Castro Fontoura; Superintendente - João Alberto Salles Moreira; Diretor Artístico Geral - Frank Smit; Diretor Broadcasting - Geraldo Macedo; Diretor Técnico - Álvaro Macedo Júnior e Speakers - Otávio Mendes Cajado e Roberto Moreira Filho. Participou do chamado “Trio Brasil” com Antonieta Rudge (piano), Wladimir Schapiro (violoncelo) e do projeto “Instrução Artística do Brasil” com o jovem Fritz Jank (piano). Teve outras atividades no Brasil, muitas delas beneficentes, foi professor de violino na cidade de São Paulo, fez inúmeras apresentações na Rádio Gazeta de São Paulo, no Clube Germânia, Circolo Italiano, na Igreja Ortodoxa Russa e no Teatro Municipal de São Paulo. Frank era referência nos grupos artísticos como “Clube dos Artistas Modernos”- CAM, fez dupla com Camargo Guarnieri e tocou o solo de violino do filme intitulado “Colar de Coral”, de Léo Ivanov e Sylvio e Douglas Michalany, produzido em 1951.
Em 1959 com o falecimento de sua esposa Tatiana, deixou a Rádio Cultura e retornou para Praga onde faleceu um ano depois, após sair de um concerto onde se apresentara.